# Dorfkirche Heiligengrabe

Dorfkirche Heiligengrabe

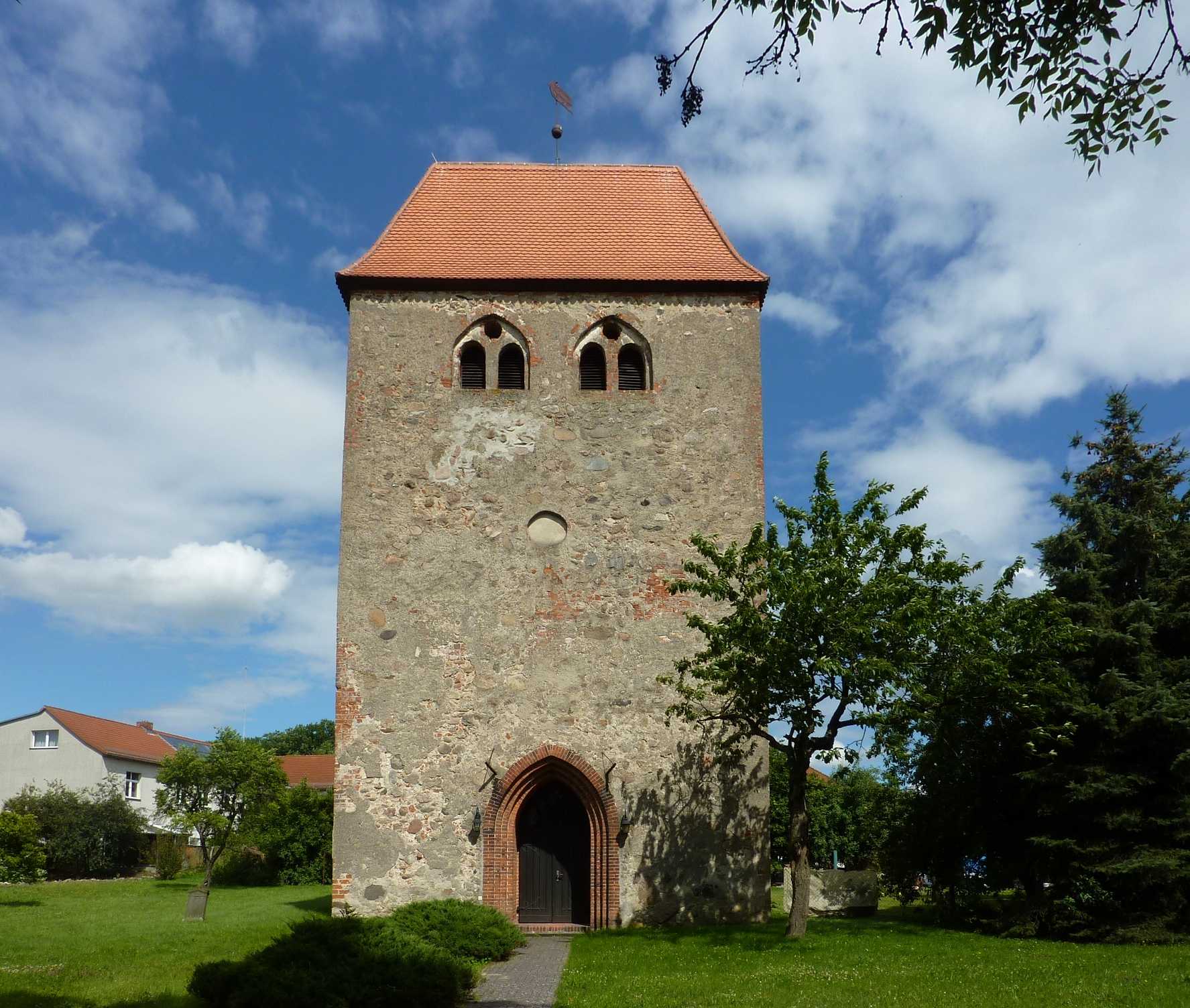
Dorfkirche Heiligengrabe, Blick zum Turm von Westen

Die evangelische, denkmalgeschützte Dorfkirche Heiligengrabe steht in Heiligengrabe, einer Gemeinde im Landkreis Ostprignitz-Ruppin in Brandenburg. Die Kirchengemeinde gehört zum Pfarrsprengel Heiligengrabe im Kirchenkreis Prignitz im Sprengel Potsdam der Evangelischen Kirche Berlin-Brandenburg-schlesische Oberlausitz.

## Beschreibung
Die 1306 erstmals erwähnte spätgotische Saalkirche aus Feldsteinen besteht aus einem Langhaus, das im Osten halbrund geschlossen ist, und einem querrechteckigen Kirchturm von 1495, dessen oberstes Geschoss hinter den Klangarkaden den Glockenstuhl beherbergt, und der mit einem Walmdach bedeckt ist. Im Inneren befindet sich ein Kanzelaltar von 1700. Beim neogotischen Umbau 1900 wurden die Fenster vergrößert und das Langhaus erhöht.